# Fundão, Brasilien
Fundão är en ort i Brasilien.   Den ligger i kommunen Fundão och delstaten Espírito Santo, i den sydöstra delen av landet, 900 km sydost om huvudstaden Brasília. Fundão ligger 37 meter över havet och antalet invånare är 12 714.
Terrängen runt Fundão är kuperad åt nordväst, men åt sydost är den platt. Närmaste större samhälle är Aracruz, 18,6 km nordost om Fundão.
Omgivningarna runt Fundão är huvudsakligen savann. Runt Fundão är det ganska tätbefolkat, med 60 invånare per kvadratkilometer.